# Cal·lí
Cal·lí (llatí: Callinus, en grec antic: Καλλῖνος) fou un antic poeta elegíac grec originari d'Efes que va viure a final del segle viii aC i VII aC. Es considera el pare de la poesia elegíaca, encara que hi ha qui ho atribueix a Arquíloc.
La seva vida no es coneix. Se sap que havia nascut a Efes, i Pausànias diu que va florir l'any 690 aC, i diu que aquest poeta va ser l'autor de la Θηβαΐς Tebaida, sobre la Guerra dels set Cabdills, una epopeia del Cicle tebà que alguns autors atribuïen a Homer. Segons Estrabó, Cal·lí tenia un poema sobre la presa de Sardes pels cimmeris, que es podria datar l'any 652 aC. Estrabó diu també que Cal·lí parla de Magnèsia del Meandre com encara existent i en guerra contra els efesis. Magnèsia, va ser destruïda pels treris, una tribu dels cimmeris, el 727 aC, i que el poeta hauria participat i sobreviscut a aquell esdeveniment. Si això és cert, Cal·lí hauria viscut durant la guerra entre Magnèsia i Efes i que hi hauria participat.
Queden molt pocs fragments de l'obra de Cal·lí, però Estobeu ha preservat vint-i-una línies d'una elegia bèl·lica que és l'exemple més antic d'aquesta mena de poesia. En aquest fragment, el poeta exhorta els seus paisans a ser valents i perseverants contra els seus enemics, que en principi se suposa que eren els magnesis, però la quarta línia del poema sembla indicar que parlava dels cimmeris. Aquesta elegia és de gran bellesa i proporciona una bona mostra del talent de Cal·lí.